# Сусани (Тимиш)
Сусани (рум. Susani) насеље је у Румунији у округу Тимиш у општини Трајан Вуја. Oпштина се налази на надморској висини од 131 m.

## Прошлост
По "Румунској енциклопедији" место се помиње 1528. године. У њему је 1717. године пописано 20 кућа. 
Аустријски царски ревизор Ерлер је 1774. године констатовао да место припада Сарачком округу, Лугожког дистрикта. Становништво је било претежно влашко. Када је 1797. године пописан православни клир ту је био један свештеник. Парох поп Лука Поповић (рукоп. 1787) иако има типично српско име и презиме, служио се само румунским језиком.

## Становништво
Према подацима из 2002. године у насељу је живело 373 становника.

### Попис2002.
| Расподела становништва по националности 2002.‍ | Расподела становништва по националности 2002.‍ | Расподела становништва по националности 2002.‍ | Расподела становништва по националности 2002.‍ | Расподела становништва по националности 2002.‍ |
| --------------------------------------------- | --------------------------------------------- | --------------------------------------------- | --------------------------------------------- | --------------------------------------------- |
|                                               |                                               |                                               |                                               |                                               |
| Румуни                                        | Румуни                                        |                                               | 353                                           | 95,1%                                         |
| Мађари                                        | Мађари                                        |                                               | 5                                             | 1,3%                                          |
| Роми                                          | Роми                                          |                                               | 13                                            | 3,5%                                          |